# Octanolacton
Octanolacton ist eine chemische Verbindung aus der Stoffgruppe der Lactone.

## Gewinnung
Octanolacton kann auch durch Baeyer-Villiger-Oxidation von Cyclooctanon mit Peroxytrifluoressigsäure gewonnen werden oder mit Bis(trimethylsilyl)peroxid in Gegenwart einer Lewissäure. Eine weitere Reaktion zur Bildung des Lactons ist durch die intramolekulare Veresterung von ω-Hydroxyoctansäure durch Umsetzung mit p-Nitrobenzoesäureanhydrid und Scandiumtriflat in Acetonitril und THF. Eine andere Synthese, die auf einem ähnlichen Anhydrid basiert, existiert ebenfalls. Weitere Synthesemöglichkeiten sind die Umesterung des Ethylesters dieser Säure mit Zirconium(IV)-oxid bei 250 °C. Eine durch Samarium(II)-iodid induzierte, radikalische Cyclisierungsreaktion mit einem anderen Edukt wurde ebenfalls publiziert.

## Eigenschaften
Octanolacton hat eine hohe Ringspannung von über 10 kcal/mol. Die thermodynamischen Eigenschaften von Octanolacton wurden detailliert untersucht, dabei wurde die Bildungsenthalpie von 434,3 kJ/mol bestimmt.

## Verwendung
Octanolacton kann durch enzymatische ringöffnende Polymerisation zu einem Polyester umgesetzt werden.